# Hombres salvajes
Hombres salvajes —cuyo título original es Cavalcade y es también conocida en español como Río salvaje— es una película filmada en colores coproducción de Argentina y Alemania dirigida por Richard von Schenck y Albert Arliss según su propio guion escrito en colaboración con George Freedlan sobre la idea de Richard von Schenck adaptada por José Ramón Luna que se estrenó el 31 de marzo de 1960 y que tuvo como protagonistas a Ruth Nielhaus, Helmuth Schneider, Jorge Lanza y Alberto Barcel. Fue filmada parcialmente en Concepción del Uruguay y es la primera coproducción argentino-alemana. Fue también exhibida con los títulos de Cavalcade y de Río salvaje.

## Sinopsis
Ambientada en el litoral de Argentina en 1870, un hombre se finge proscripto para atrapar a un desertor del ejército.

## Reparto
- Ruth Nielhaus
- Helmuth Schneider
- Jorge Lanza
- Alberto Barcel
- Leyla Dartel
- Joaquín Petrosino
- Semillita
- Oscar Fuentes
- Rubén Fraga
- Haydeé Delesa
- Albert Arliss
- Raúl del Valle
- Félix Tortorelli
- Eduardo de Labar
- Jaime Saslavsky
- Yamandú Romero
- Luis Volpi
- Mateo Belich
- Pablo Petrosino

## Comentarios
La Razón comentó:

”Una muestra de escaso conocimiento de lo que constituye el campo y la psicología de sus gentes.”

Por su parte La Prensa dijo:

”Dos directores se hacen responsables de este film…pero en momento alguno se advierte la presencia de un verdadero director.”